# 庄河市
庄河市是中国辽宁省大连市下辖的一个县级市。位于辽宁省东南部，黄海北岸，辽东半岛的东侧。1992年9月21日撤县设市。与普兰店市（现普兰店区）、瓦房店市共称“北三市”。

## 概况
明属辽东卫地，清属盖平县。直至清末，方置庄河厅，以境内河流庄河而得名。1913年改为庄河县。1959年1月划归旅大市（今大连市）。1965年12月划归丹东市。1968年12月划归旅大市。1992年撤县设市。目前隶属于副省级城市大连市.
全市处于黄海向千山山脉的过渡地带，地势北高南低。年平均气温8℃，降水量890毫米。庄河的农业以渔业为主，粮食生产也颇重要。沿海滩涂、湿地面积极大，洞礁颇多，盛产各种鱼、虾、蟹、贝等，亦有销往世界的珍贵贝类如文蛤、竹蛏等。境内有仙人洞等风景点，海岸及附近海区曾为中日甲午战争的战场。为大连城市重要水源地。

## 人口
截至2020年底，庄河市常住人口為742496人，户籍居民总户数27.8万户，总人口87.2万人。其中，男43.5万人，女43.7万人。有城镇人口29.6万人，乡村人口57.6万人，全市户籍人口自然增长率-7.5‰。

## 行政区划
庄河市下辖5个街道办事处、15个镇、4个乡、2个民族乡：
城关街道、新华街道、兴达街道、昌盛街道、明阳街道、青堆镇、徐岭镇、黑岛镇、栗子房镇、大营镇、塔岭镇、仙人洞镇、蓉花山镇、长岭镇、荷花山镇、城山镇、光明山镇、大郑镇、吴炉镇、王家镇、鞍子山乡、太平岭满族乡、步云山乡、桂云花满族乡、兰店乡和石城乡。

## 政治

### 现任市长
- 孙功利

在中共辽宁省委安排下，孙功利于2021年4月20日在庄河市第七届人大常委会第二十六次会议上被任命为庄河市人民政府代理市长 。2021年12月29日，孙功利在庄河市第八届人民代表大会第一次会议上被选举为庄河市人民政府市长。

### 历任行政首长

#### 大清国时代
| 庄河厅抚民同知 | 庄河厅抚民同知 | 庄河厅抚民同知 | 庄河厅抚民同知   |
| 姓名           | 次章           | 籍贯           | 上任时间         |
| -------------- | -------------- | -------------- | ---------------- |
| 廷瑞           | 辑卿           | 奉天沈阳       | 光绪三十二年十月 |
| 陈锡昌         | 纯如           | 福建侯官       | 光绪三十四年十月 |
| 王孝偁         | 芍庄           | 浙江会稽       | 宣统元年十月     |
| 樊宝青         | 蕴山           | 顺天通州       | 宣统三年十月     |

#### 中华民国时代
| 机构       | 职务 | 姓名   | 次章 | 籍贯       | 上任时间         |
| ---------- | ---- | ------ | ---- | ---------- | ---------------- |
| 庄河厅     | 知事 | 王骞   | 根香 | 奉天岫岩   | 民国元年一月     |
| 庄河县公署 | 知事 | 汪炳猷 | 虎丞 | 四川       | 民国二年二月     |
| 庄河县公署 | 知事 | 张励学 | 任卿 | 直隶       | 民国三年三月     |
| 庄河县公署 | 知事 | 魏墨林 | 西园 | 直隶       | 民国三年六月     |
| 庄河县公署 | 知事 | 王济辉 | 焕青 | 贵州       | 民国三年十月     |
| 庄河县公署 | 知事 | 齐瑶康 | 朗轩 | 吉林       | 民国四年十月     |
| 庄河县公署 | 知事 | 马良翰 | 仲毅 | 吉林       | 民国五年十月     |
| 庄河县公署 | 知事 | 廖彭   | 笺如 | 贵州       | 民国七年十月     |
| 庄河县公署 | 知事 | 赵增厚 | 培芝 | 四川       | 民国八年十月     |
| 庄河县公署 | 知事 | 李绍阳 | 薪渊 | 江苏       | 民国九年十月     |
| 庄河县公署 | 知事 | 孙孝宗 | 献廷 | 奉天盖平   | 民国十年十一月   |
| 庄河县公署 | 知事 | 孙文敷 | 斗南 | 吉林同宾   | 民国十四年五月   |
| 庄河县公署 | 县长 | 孙文敷 | 斗南 | 吉林同宾   | 民国十五年十月   |
| 庄河县公署 | 县长 | 张鸿钧 | 国铨 | 奉天安东   | 民国十七年四月   |
| 庄河县公署 | 县长 | 王纯嘏 | 子常 | 黑龙江巴彦 | 民国十七年十二月 |
| 庄河县政府 | 县长 | 王纯嘏 | 子常 | 黑龙江巴彦 | 民国十八年四月   |

#### 满洲国时代
| 庄河县公署县长 | 庄河县公署县长 | 庄河县公署县长 |
| 姓名           | 籍贯           | 上任时间       |
| -------------- | -------------- | -------------- |
| 张昆           | 奉天沈阳       | 1932年4月      |
| 王佐才         | 奉天法库       | 1933年4月      |
| 刘鸣焕         | 江西南城       | 1935年11月     |
| 王凤鸣         | 奉天沈阳       | 1939年4月      |
| 关德权         | 黑龙江佳木斯   | 1943年7月      |

#### 中华人民共和国时代
| 机构             | 职务     | 姓名   | 籍贯       | 上任时间   | 备注                                                |
| ---------------- | -------- | ------ | ---------- | ---------- | --------------------------------------------------- |
| 庄河县人民政府   | 县长     | 张和轩 | 河北       | 1949年9月  |                                                     |
| 庄河县人民政府   | 县长     | 王昭   | 河北安国   | 1951年2月  |                                                     |
| 庄河县人民政府   | 县长     | 蔡玉盛 | 庄河       | 1954年2月  |                                                     |
| 庄河县人民政府   | 县长     | 满士毅 | 辽宁海城   | 1954年7月  |                                                     |
| 庄河县人民委员会 | 县长     | 满士毅 | 辽宁海城   | 1955年4月  |                                                     |
| 庄河县人民委员会 | 县长     | 张有山 | 庄河       | 1956年10月 |                                                     |
| 庄河县人民委员会 | 县长     | 翁连国 | 江苏涟水   | 1959年9月  |                                                     |
| 庄河县革命委员会 | 主任     | 刘月清 | 江苏涟水   | 1968年3月  |                                                     |
| 庄河县革命委员会 | 主任     | 丁文斋 | 江苏       | 1969年2月  |                                                     |
| 庄河县革命委员会 | 主任     | 顾友德 | 江苏响水   | 1970年7月  |                                                     |
| 庄河县革命委员会 | 主任     | 张有山 | 庄河       | 1978年4月  |                                                     |
| 庄河县人民政府   | 县长     | 刘成新 | 庄河       | 1981年4月  |                                                     |
| 庄河县人民政府   | 县长     | 许家治 | 辽宁复县   | 1984年2月  |                                                     |
| 庄河县人民政府   | 代理县长 | 蓝孝儒 |            | 1986年4月  |                                                     |
| 庄河县人民政府   | 县长     | 蓝孝儒 |            | 1987年4月  |                                                     |
| 庄河县人民政府   | 代理县长 | 张天普 | 庄河青堆   | 1991年7月  |                                                     |
| 庄河县人民政府   | 县长     | 张天普 | 庄河青堆   | 1992年3月  |                                                     |
| 庄河市人民政府   | 市长     | 张天普 | 庄河青堆   | 1992年9月  |                                                     |
| 庄河市人民政府   | 代理市长 | 姚家凯 | 辽宁复县   | 1996年8月  | 2020年12月因涉嫌受贿被提起公诉                      |
| 庄河市人民政府   | 市长     | 姚家凯 | 辽宁复县   | 1997年3月  | 2020年12月因涉嫌受贿被提起公诉                      |
| 庄河市人民政府   | 代理市长 | 张军   | 庄河       | 1997年11月 | 2016年9月被辽宁省纪委立案审查                       |
| 庄河市人民政府   | 市长     | 张军   | 庄河       | 1997年12月 | 2016年9月被辽宁省纪委立案审查                       |
| 庄河市人民政府   | 代理市长 | 徐长元 | 庄河       | 2000年11月 | 2020年9月因组织、领导黑社会组织性质罪被判处无期徒刑 |
| 庄河市人民政府   | 市长     | 徐长元 | 庄河       | 2001年1月  | 2020年9月因组织、领导黑社会组织性质罪被判处无期徒刑 |
| 庄河市人民政府   | 市长     | 董呈发 | 辽宁瓦房店 | 2002年12月 | 2016年被给予党内严重警告处分                        |
| 庄河市人民政府   | 代理市长 | 孙明   | 辽宁普兰店 | 2006年9月  | 2010年4月因“4·13千人下跪事件”被大连市责令辞职       |
| 庄河市人民政府   | 市长     | 孙明   | 辽宁普兰店 | 2007年1月  | 2022年3月因涉嫌受贿被提起公诉                       |
| 庄河市人民政府   | 代理市长 | 骆东升 | 辽宁大连   | 2010年4月  |                                                     |
| 庄河市人民政府   | 市长     | 骆东升 | 辽宁大连   | 2011年1月  |                                                     |
| 庄河市人民政府   | 代理市长 | 孙宏   |            | 2012年2月  |                                                     |
| 庄河市人民政府   | 市长     | 孙宏   |            | 2013年1月  |                                                     |
| 庄河市人民政府   | 代理市长 | 赵永勃 |            | 2015年3月  |                                                     |
| 庄河市人民政府   | 市长     | 赵永勃 |            | 2015年12月 |                                                     |
| 庄河市人民政府   | 代理市长 | 谢德洋 |            | 2018年3月  |                                                     |
| 庄河市人民政府   | 市长     | 谢德洋 |            | 2019年1月  |                                                     |
| 庄河市人民政府   | 代理市长 | 孙功利 |            | 2021年4月  |                                                     |
| 庄河市人民政府   | 市长     | 孙功利 |            | 2021年12月 |                                                     |

## 地理与气候
庄河市为低山丘陵区，地势由南向北逐次升高。属千山山脉南延部分，自北而南分高岭和步云山山脉两大干脉贯穿全区，全区山脉均属两大干脉之分支。
北部群山逶迤，峰峦重叠，平均海拔在500米以上，其中步云山最高海拔1130.7米，为辽南群山之首。中部丘陵起伏，海拔在300米左右，溪流、峡谷、盆地、小平原间杂其间。
南部沿海地势平坦宽阔，海拔在50米以下。三部分区域地势分明，特点突出。山岭、奇峰突起，岩石裸露；丘陵，坡度平缓，土层软厚；平原，零星分布，地表平坦。
全市地貌特征可概括为“五山一水四分平地”。
庄河市地处北温带，属暖温带湿润大陆性季风气候，具有一定的海洋性气候特征。气候温和，四季分明。
历年（1970～2000年30年间，下同）平均气温为9.1℃，最高气温36.6℃，最低气温-29.3℃。受山地和海洋影响，南北气温相差1～2℃。由于处于东亚季风区，盛行风向随季节转换而有明显变化，冬季受亚洲大陆蒙古冷高压影响，盛行偏北风；夏季由于印度洋热低压和北太平洋热高压强大，盛行偏南风。
历年平均日照为2415.6小时，日照充足，日照率56%左右；降水量在时间和空间上分布不均，历年平均降水量为757.4毫米。7、8月份降水量占全年降水的56%，受地形和季风影响，降水量自西南向东北递增。历年无霜期平均为165天。
| 庄河 (1971−2000)         | 庄河 (1971−2000) | 庄河 (1971−2000) | 庄河 (1971−2000) | 庄河 (1971−2000) | 庄河 (1971−2000) | 庄河 (1971−2000) | 庄河 (1971−2000) | 庄河 (1971−2000) | 庄河 (1971−2000) | 庄河 (1971−2000) | 庄河 (1971−2000) | 庄河 (1971−2000) | 庄河 (1971−2000) |
| 月份                     | 1月              | 2月              | 3月              | 4月              | 5月              | 6月              | 7月              | 8月              | 9月              | 10月             | 11月             | 12月             | 全年             |
| ------------------------ | ---------------- | ---------------- | ---------------- | ---------------- | ---------------- | ---------------- | ---------------- | ---------------- | ---------------- | ---------------- | ---------------- | ---------------- | ---------------- |
| 历史最高温 °C（°F）      | 8.2 (46.8)       | 12.4 (54.3)      | 18.0 (64.4)      | 29.3 (84.7)      | 34.5 (94.1)      | 36.0 (96.8)      | 35.0 (95.0)      | 34.2 (93.6)      | 31.6 (88.9)      | 27.6 (81.7)      | 19.6 (67.3)      | 12.0 (53.6)      | 36.0 (96.8)      |
| 平均高温 °C（°F）        | −1.5 (29.3)      | 1.2 (34.2)       | 6.9 (44.4)       | 14.4 (57.9)      | 20.0 (68.0)      | 23.7 (74.7)      | 26.3 (79.3)      | 27.6 (81.7)      | 24.0 (75.2)      | 17.4 (63.3)      | 8.4 (47.1)       | 1.1 (34.0)       | 14.1 (57.4)      |
| 日均气温 °C（°F）        | −7.3 (18.9)      | −4.4 (24.1)      | 1.8 (35.2)       | 9.1 (48.4)       | 15.0 (59.0)      | 19.7 (67.5)      | 23.1 (73.6)      | 23.6 (74.5)      | 18.4 (65.1)      | 11.3 (52.3)      | 3.0 (37.4)       | −4.3 (24.3)      | 9.1 (48.4)       |
| 平均低温 °C（°F）        | −12.2 (10.0)     | −9.2 (15.4)      | −2.9 (26.8)      | 4.2 (39.6)       | 10.5 (50.9)      | 16.1 (61.0)      | 20.3 (68.5)      | 19.9 (67.8)      | 13.3 (55.9)      | 5.9 (42.6)       | −1.6 (29.1)      | −8.6 (16.5)      | 4.6 (40.4)       |
| 历史最低温 °C（°F）      | −24.1 (−11.4)    | −25.2 (−13.4)    | −24.6 (−12.3)    | −5.2 (22.6)      | 2.2 (36.0)       | 9.0 (48.2)       | 12.9 (55.2)      | 10.0 (50.0)      | 2.0 (35.6)       | −8.5 (16.7)      | −14.2 (6.4)      | −23.4 (−10.1)    | −25.2 (−13.4)    |
| 平均降水量 mm（）        | 7.0 (0.28)       | 7.3 (0.29)       | 14.4 (0.57)      | 32.3 (1.27)      | 60.7 (2.39)      | 104.7 (4.12)     | 198.9 (7.83)     | 181.3 (7.14)     | 86.6 (3.41)      | 35.3 (1.39)      | 19.6 (0.77)      | 9.5 (0.37)       | 757.6 (29.83)    |
| 平均降水天数（≥ 0.1 mm） | 3.1              | 3.2              | 4.5              | 6.7              | 8.2              | 10.9             | 14.6             | 11.4             | 7.1              | 5.7              | 5.2              | 3.0              | 83.6             |
| 来源：中国天气网         |                  |                  |                  |                  |                  |                  |                  |                  |                  |                  |                  |                  |                  |

## 少数民族
至2004年，庄河市有满、蒙、回、朝鲜、锡伯、壮、苗、瑶、黎、达尔、维吾尔、傣、京、高山、鄂伦春、鄂温克等16个少数民族。少数民族总人口7.5万人，占全市人口总数的8.2%。其中满族、蒙古族、回族、朝鲜族居多，此4个少数民族的人口占全市少数民族总人口90%以上。满族人口近7万人，主要分布在太平岭、塔岭、桂云花、吴炉、青堆、仙人洞等乡镇；蒙古族人口200人左右，主要分布在大营、塔岭两镇；回族人口近1000人，主要分布在庄河市区和青堆、明阳两镇；朝鲜族人口300人左右，主要分布在桂云花乡。

## 交通

### 铁路

#### 国家铁路
- 丹大线：最高运营时速200km/h的双线电气化客货混用高速铁路。在庄河市境内设花园口站、庄河北站、青堆站三个旅客乘降站，其中庄河北站为地区中心站，每日开行往大连市和丹东市、沈阳市方向的动车组列车；设一座货运站（庄河西站，暂未投入使用）、一座中间站（兰店站）。目前该条铁路在庄河市境内只开办旅客运输业务。
- 海庄线：最高运营时速120km/h（新建段）的单线非电气化铁路。在庄河市境内设兰店站（与丹大线接轨站）、仙人洞站（旅客乘降站，暂未投入使用）。该条铁路竣工于2011年7月，在种种复杂原因掣肘下，直到2019年9月才正式开办旅客运输业务。翌年因新冠疫情冲击不幸停止运行，至今仍未恢复。该条铁路竣工至今从未开办货物运输业务。

#### 私营铁路
- 城庄线：设计最高时速70km/h的单线非电气化铁路。由庄河市地方铁路有限公司控制，是中国改革开放后第一条进行私有化改制的地方铁路。在庄河市境内设明阳站、高阳镇站、大郑站和庄河站，另有尖山乘降所一座已经废止。该条铁路2015年4月之前曾办理过旅客运输业务，目前只办理货物运输业务。

#### 规划中的铁路
- 庄河港疏港铁路：货物专用线，规划由丹大线庄河西站引出、穿越观驾山地延伸至庄河港区。
- 庄河电厂专用铁路：煤炭运输专用线，规划由丹大线兰店站引出、延伸至位于黑岛镇的国电庄河电厂。
- 庄河至营口铁路：由庄河市构想的一条高规格山区铁路，从庄河北站引出，在庄河市境内设太平岭站、蓉花山站、步云山站后进入盖州市并延伸至沈大高速线营口东站。
- 庄河沿海市域轨道交通：由庄河市构想的、连结庄河市区与沿海各乡镇街道的市域铁路。

### 公路

#### 高速公路
鹤大高速公路：连接黑龙江省鹤岗市与辽宁省大连市的国家高速公路。在庄河市境内设有栗子房、青堆、吴炉、庄河东、庄河、庄河西、大郑、花园口、明阳共9个出入口。是庄河市境内首条高速公路、连接外界的交通生命线。
 庄盖高速公路：连接庄河市与盖州市的辽宁省高速公路。在庄河市境内设有庄河西、光明山、长岭、步云山共4个出入口。是庄河市与辽中城市圈和东北内地连通的新通道。
庄瓦高速公路：庄河市构想的省级高速公路，连结庄河市与瓦房店市。
庄岫辽高速公路：庄河市构想的省级高速公路，连结庄河市与岫岩满族自治县、辽阳市。

#### 国道
- 201国道鹤大线：连接黑龙江省鹤岗市与辽宁省大连市的国道。旧称“丹普路”，是连接庄河市区与南部沿海经济带各乡镇的重要通道。
- 228国道丹东线：连接辽宁省丹东市与广西壮族自治区东兴市的国道。大体沿庄河海岸线延伸，通称“滨海路”，是连接庄河沿海各港口和新建工业区的重要通道。
- 305国道庄西线：连接庄河市与内蒙古自治区西乌珠穆沁旗的国道。旧称“庄盖路”、“庄林线”，是连接庄河与西北山区乡镇的重要通道。

#### 省道
- 314省道丹交线：连接辽宁省丹东市与瓦房店市交流岛地区的省道。在庄河市境内途经鞍子山乡、青堆镇、大营镇、太平岭乡、城山镇等地。
- 315省道塔营线：连接庄河市鞍子山乡与辽宁省营口市的省道。在庄河市境内途经鞍子山乡、塔岭镇、仙人洞镇等地。
- 316省道永青线：连接庄河市青堆镇与瓦房店市永宁地区的省道，旧称“北三市大通道”。在庄河市境内途径青堆镇、大营镇、蓉花山镇、长岭镇、荷花山镇等地。[9]

### 港口

#### 工业港口
- 庄河港：正式名称为“大连港庄河港区将军石作业区”，是庄河市的中心港口、国家一类开放口岸。建有各类泊位25个，设计年吞吐量2500万吨。[10]目前经营陆岛客货运输、国内国际散杂货和海上风电设备运输等业务。港区内建有国际客运站航站楼一座，庄河市正在与韩国仁川港湾公社共同致力于推动庄河港至仁川港国际客滚航线的前期工作。远景规划中，庄河港还将开通往日本舞鹤和韩国平泽的航线。[11]
- 黑岛港：正式名称为“大连港庄河港区黑岛作业区”，旧称“黄圈码头”，是国电庄河电厂的煤炭运输专用码头。拥有3.5万吨级泊位，为庄河最大级。
- 石城深水港：庄河市曾经构想过的离岛深水港口。当时规划建设2个5万吨、2个10万吨散货码头泊位和4个5万吨、2个10万吨油品码头泊位，并修建跨海大桥与庄河大陆相连。同时在石城本岛上规划布局船舶、装备制造业和石化等临港产业。[12]后因地方发展战略调整和生态保护需要，该构想被放弃。
- 栗子房-海洋红亿吨大港：庄河市曾经构想过的超大型港口，横跨庄河市栗子房镇与东港市菩萨庙镇。规划港区主要划分为集装箱作业区、通用作业区、预留码头作业区、干散货作业区、预留功能区、支持系统区、物流园区和临港工业区，港区可形成码头岸线约25.6 公里，陆域面积约95.1 平方公里，可建设各类生产性泊位近90个，通过能力约2亿吨。预计将以大宗散货和件杂货运输为主，兼顾内贸集装箱和液体散货运输，逐步建成为临港产业和内陆腹地物资运输服务的规模化、现代化的大型综合性港区。2011年，大连港集团曾一度在港区庄河部分进行了航道试挖槽疏浚工程，市界以东的东港部分也开展了一定规模的填海工程。[13]但随着辽宁省沿海港口布局的整体优化调整，该构想被放弃。

#### 渔业港口
庄河沿海分布着40余处渔港，大多位于河流入海口或自然海角附近，规模较大的有大圈渔港、南尖渔港、青堆河门渔港、黑岛渔港、市区三河入海口渔港群、黄古咀渔港、张家咀渔港、高丽城渔港、尖山河口渔港等。

## 关注度
庄河位于黄海北岸，有广袤而肥沃的滨海滩涂，贝类丰富，被称为“世界贝库”。庄河市水产品贸易发达，全市有75家进口冷链企业，2家首站定点冷库。
庄河多次被评为中国百强县。2021年8月，庄河再次跻身中国县域经济百强县，排名第92位。

## 观光
- 冰峪沟：大连的小桂林。

- 银沙滩国家森林公园。

- 步云山（大连市最高峰，海拔为1130m）、步云山温泉。

- 观架山、玉皇庙。